# Aceratheriinae
Aceratheriinae – wymarła podrodzina ssaków z rodziny nosorożcowatych. Jej przedstawiciele zamieszkiwali Azję, Afrykę, Europę i Amerykę Północną od epoki oligoceńskej do pliocenu, pomiędzy 33,9 a 3,4 miliona lat temu, wobec czego istnieli oni przez 30,5 miliona lat.
W podrodzinie umieszcza się 5 rodzajów i 1 podrodzinę:
- Aceratherini – Europa, Azja, Afryka

- Alicornops – Europa, Azja
- Aphelops – Ameryka Północna
- Chilotheriini – Azja
- Floridaceras – Ameryka Północna
- Peraceras – Ameryka Północna

## Taksonomia
Aceratheriinae zostały nazwane przez Dollo (1885), natomiast do Rhinocerotida przypisał je Codrea (1992); do nosorożcowatych zaliczali je Prothero (1998), Antoine et al. (2000), Kaya & Heissig (2001), Sach & Heizmann (2001) oraz Deng (2005).